# Francesco Antonio Vallotti
Francesco Antonio Vallotti (ur. 11 czerwca 1697 w Vercelli, zm. 10 stycznia 1780 w Padwie) – włoski kompozytor, organista i teoretyk muzyki, franciszkanin (OFM).

## Życiorys
Ukończył seminarium w Vercelli, gdzie otrzymał też podstawy wykształcenia muzycznego. W 1716 roku wstąpił do zakonu franciszkanów. Początkowo przebywał w klasztorze w Chambéry, następnie w Crest. W 1720 roku przyjął święcenia kapłańskie. Studiował filozofię w Cuneo i teologię w Mediolanie. W 1721 roku osiadł w Padwie, gdzie uczył się muzyki u Francesco Antonio Calegariego. Od 1730 roku był kapelmistrzem bazyliki św. Antoniego. Jego uczniem był Georg Joseph Vogler i przypuszczalnie Luigi Antonio Sabbatini.

## Twórczość
Na spuściznę muzyczną Vallottiego składa się około 400 utworów wokalnych pisanych dla bazyliki św. Antoniego w Padwie i innych kościołów, w tym msze, części mszalne, psalmy, hymny, antyfony. Napisał też 30 fug, w tym 22 na 4 instrumenty i 8 na 8 instrumentów. W Padwie jego utwory wykonywano do końca XIX wieku. Cieszył się sławą jako muzyczny erudyta, utrzymywał uczoną korespondencję z Giovannim Battistą Martinim. Giuseppe Tartini uważał go za najwybitniejszego organistę swoich czasów.
Był autorem kilku traktów muzycznych, które pozostały w rękopisach. Drukiem wydał tylko 1. tom Della scienza teorica e practica della moderna musica (Padwa 1779; tomy 2–4 opublikowano dopiero w 1950 roku). W dziele tym przedstawił system nierównomiernie temperowanego stroju umożliwiającego grę we wszystkich tonacjach, w którym seria 6 kwint (F–C–G–D–A–E–H) podlega temperacji o 1/6 komatu pitagorejskiego, pozostałe kwinty natomiast są czyste.